# Ladislav II.
Ladislav II. (mađ. II. László) (1131. – 14. siječnja 1163.), hrvatsko-ugarski kralj (1162. – 1163.) iz dinastije Arpadović. Vladao je u politički kriznom vremenu dinastičkih borbi za kojih je Bizant ostvario prevlast u većem dijelu Hrvatske.

## Životopis
Ladislav II. je bio srednji sin kralja Bele II. Slijepog (1131. – 1141.) i kraljice Jelene, kćeri srpskog velikog župana Uroša I. Budući da je njegov otac oko 1135. godine stekao vlast nad Bosnom i okitio se titulom rex Ramae, te je malodobnom sinu Ladislavu predao hercešku upravu nad Bosnom, a najmlađem sinu Stjepanu hercešku vlast nad Hrvatskom. Nakon očeve smrti vlast je naslijedio Ladislavov najstariji brat Gejza II. (1141. – 1162.), međutim jer je bio maloljetan, upravu nad državom preuzeli su njegova majka Jelena i njegov ujak ban Beloš († 1163.). Kako se nije znalo točno da li vlast nasljeđuje najstariji član dinastije ili kraljev najstariji sin, došlo je do sukoba unutar same dinastije, jer je kralj Gejza uzeo za svog suvladara najstarijeg sina Stjepana, zbog čega su se Ladislav i njegov mlađi brat Stjepan smatrali zakinutima za kraljevsko pravo po načelu seniorata, pa su pobjegli u Carigrad i zatražili pomoć bizantskog cara Manuela I. Komnena (1143. – 1180.). Ondje se trebao oženiti bizantskom princezom, ali je to odbio jer je želio ugarsku krunu.
Kada je Gejza II. iznenada umro 1162. godine, bizantski car se odlučio umješati u ugarske prilike te je svrgnuo s vlasti Stjepana III. i odlučio posjesti na prijestolje svog favorita, Stjepanovog strica, Stjepana IV. Međutim, ugarsko plemstvo se pobunilo, jer su podržavali pravo Ladislava na kraljevsku krunu pa su ga iste godine izabrali za vladara, a njegov je stric Stjepan proglašen prijestolonasljednikom.
Prema ustaljenom pravnom običaju, kraljeve je krunio ostrogonski nadbiskup, no tadašnji nadbiskup Luka je to odbio učiniti, jer je bio pristaša svrgnutog kralja Stjepana III. Ladislava je stoga okrunio kaločko-bački nadbiskup Mika, inače pristaša bizantske stranke. Tome se usprotivio nadbiskup Luka i bacio interdikt na kralja i nadbiskupa Miku. Kralja je to toliko razljutilo da je nadbiskupa bacio u tamnicu. Pustio ga je tek na intervenciju pape Aleksandra III. (1159. – 1181.) na Božić. Ali isti taj dan je nadbiskup Luka otišao u kraljevsku kapelu gdje se služila misa kojoj je nazočio kralj Ladislav II. i ponovno bacio interdikt. Nadbiskup je ponovno završio u zatvoru, a izašao je tek nakon iznenadne kraljeve smrti 14. siječnja 1163.
O Ladislavovoj šestomjesečnoj vladavini nije ostalo zapisa, a naslijedio ga je mlađi brat Stjepan IV. (1163.).

## Vanjske poveznice
- Ladislav II. Arpadović Hrvatska enciklopedija
- Ladislav II. Arpadović Proleksis enciklopedija

| Prethodnik:                  | Ladislav II.(1162. - 1163.) | Nasljednik:                 |
| Stjepan III. (1162. - 1162.) | Ladislav II.(1162. - 1163.) | Stjepan IV. (1163. - 1163.) |

| Prethodnik: | Ladislav II.(1137. - 1150.) | Nasljednik: |
| Vukmir      | Ladislav II.(1137. - 1150.) | Ban Borić   |